# Batometru

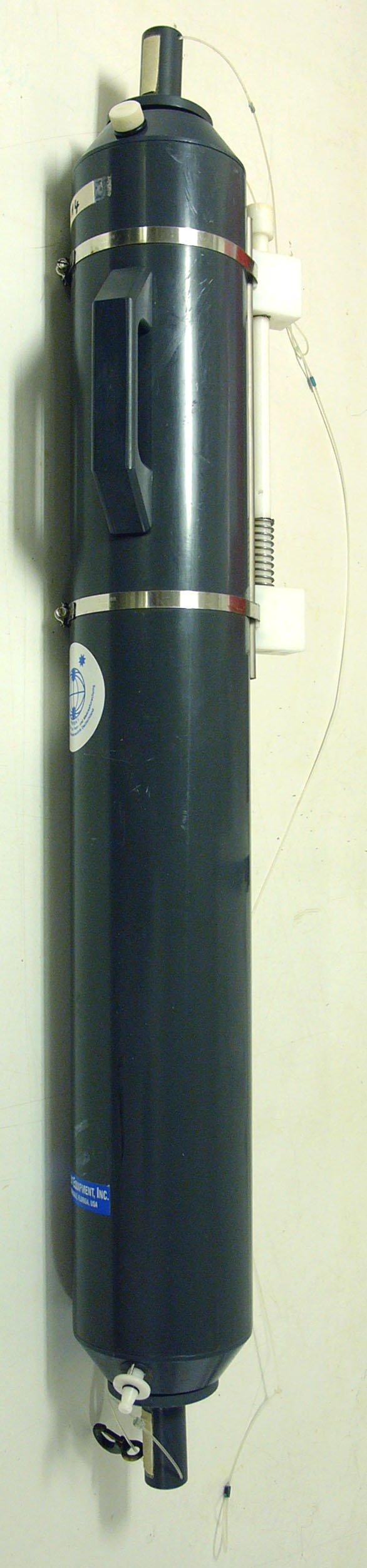
Batometru

Batometru (sau butelie Nansen sau butelie de prelevare) se numește un instrument special, folosit în acțiunile oceanografice la luarea probelor de apă de mare de la diferite adâncimi, în vederea măsurării parametrilor fizici, chimici sau biologici ai apei la un anumit nivel, fiind construit pentru prima dată de zoologul și cercetătorul polar Fridtjof Nansen în jurul anului 1910.
Batometrul constă dintr-un tub cilindric deschis la ambele capete, prin care apa circulă liber în timpul scufundării instrumentului. La adâncimea dorită pentru luarea probei de apă, capetele tubului pot fi închise ermetic cu capace, înmagazinîndu-se în interior o cantitate de apă de mare, care este apoi scoasă la suprafață, fără să se amestece cu apa din straturile superioare. Majoritatea batometrelor moderne sunt prevăzute cu un termometru special, reversibil, care măsoară și memorează temperatura apei la adâncimea de la care se recoltează proba de apă. 

Tot batometru se numește un aparat cu care se iau probe de apă dulce de la diferite adâncimi, pentru a determina aluviunile transportate de râuri.

Batometrul utilizat pentru colectarea și/sau măsurarea materialelor care se deplasează pe fundul unui curs de apă, sau în vecinătatea lui, se numește batometru pentru aluviuni de fund. Se folosește în special pentru recoltat aluviunile de fund pentru râurile cu pat nisipos.
Batometrele pot fi:
- Batometre verticale pentru prelevarea probelor de apă în lacuri, sonde, fântâni, tip Ruttner
- Batometre orizontale echipate cu aripioare integrate pentru stabilizarea în ape curgătoare, tip Van Dorn
- Batometrul tip Jukovski-Kolle, pentru determinarea debitului solid al aluviunilor în suspensie prin măsuratori simultane, de viteză a apei și a concentrației aluviunilor, într-un număr de puncte ale secțiunii de curgere a râului.[8]

## Atenție
A nu se confunda cu 
- batimetru, care este un aparat pentru măsurarea adâncimii apei în mări, lacuri și râuri [9]
- barimetru, care este un instrument pentru determinarea intensității zgomotelor[10]
- batireometru, care este un instrument pentru înregistrarea direcției și vitezei curenților marini.[11]
- barometru, care este un instrument pentru măsurarea presiunii atmosferice.[12]

## Imagini de batometre

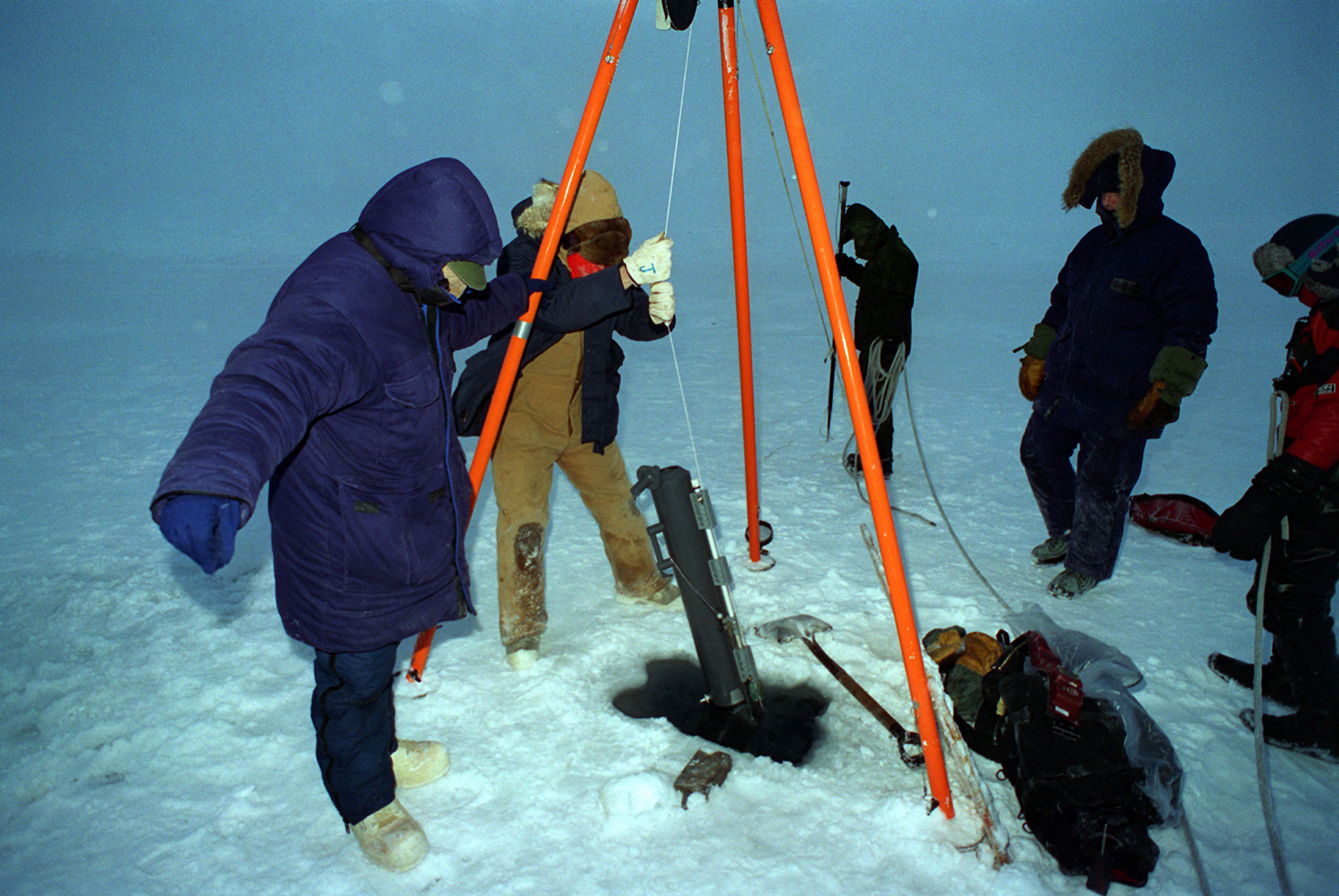
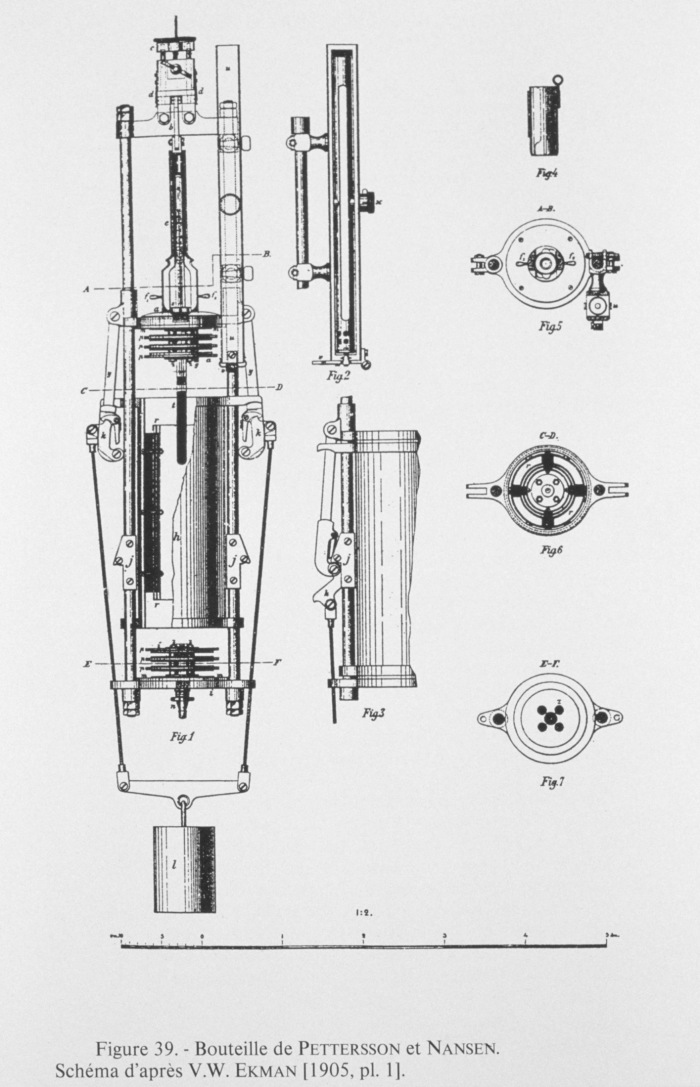
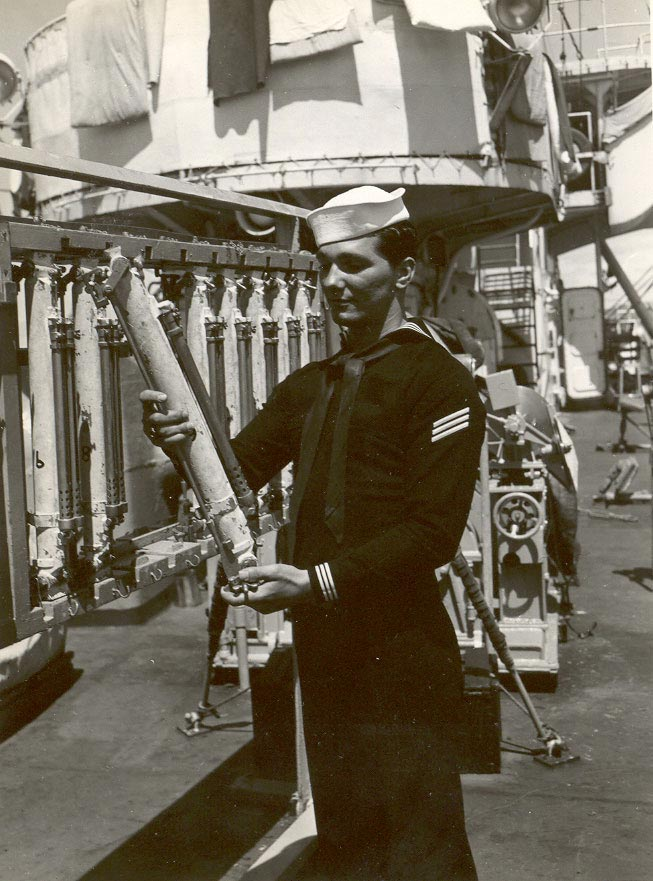
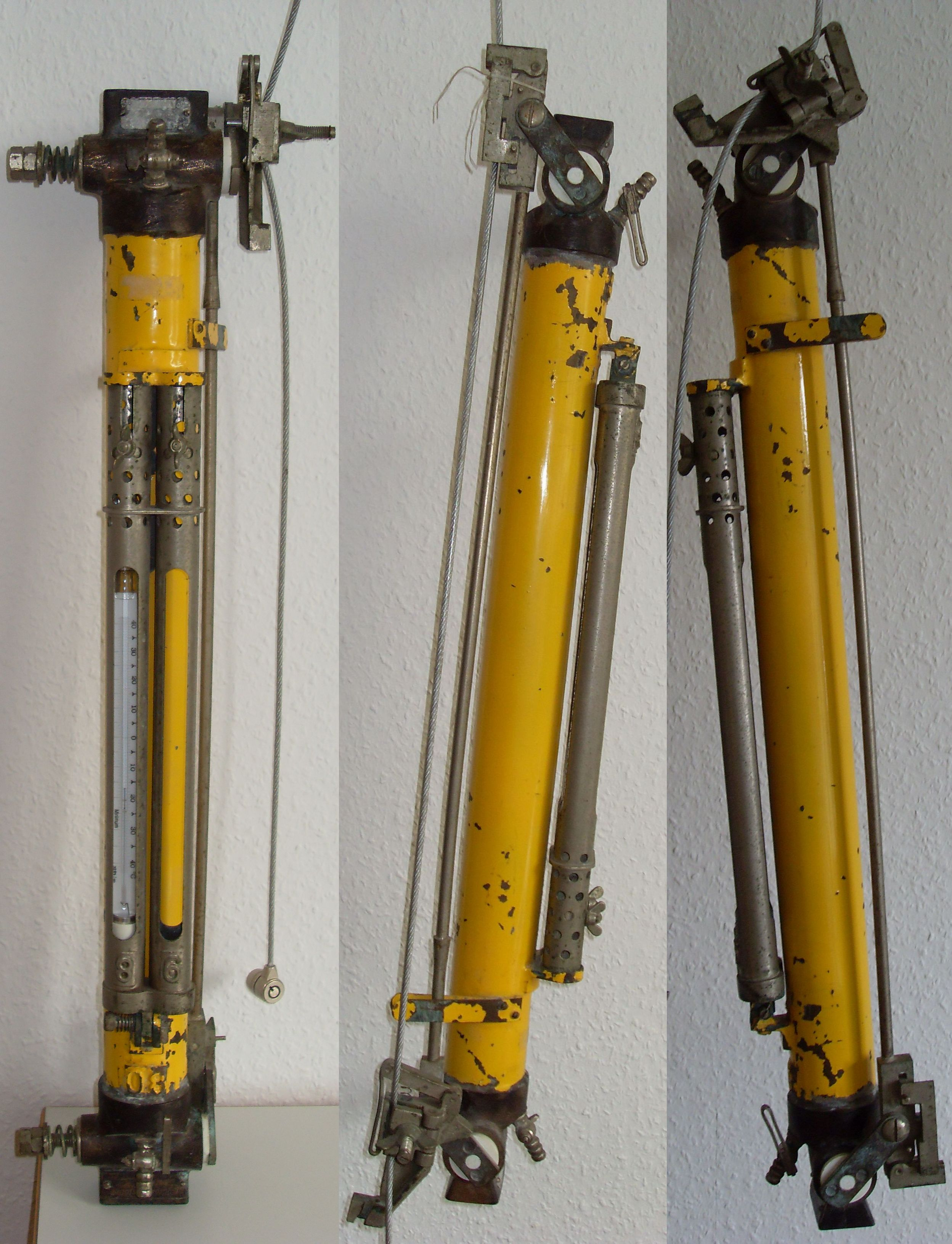